# Mobil kód
A számítástechnikában a mobil kód egy szoftver, mely a távoli elérésű rendszerek révén kapta a nevét. Hálózaton keresztül elérhető, letölthető és a telepítés felhasználói beavatkozás nélkül végrehajtható a helyi rendszeren.
Példák mobil kódra: 
- szkriptnyelvek (JavaScript, VBScript),
- Java appletek,
- ActiveX vezérlők,
- Flash animációk,
- makrók Microsoft Office dokumentumokba épülve.

A mobil kódok letölthetők e-mailen keresztül és végrehajthatók a helyi munkaállomásokon, csatolt állományokként (pl. makró egy MS Word állományban), HTML e-mail törzsében (pl. JavaScript). Sok vírus, valamint féreg ilyen mobil kód formájában van implementálva. Ilyen például az ILOVEYOU, TRUELOVE, AnnaK (VBScript egy .vbs e-mail csatolmányban, amelyet a Windows Scripting Host hajt végre).
A legtöbb esetben a felhasználó nem is tudja, hogy mobil kód töltődik, illetve hajtódik végre a munkaállomásán.
A mobil kód technológia a következő területeken alkalmazható:
- Igényelt kód
- Távoli kiértékelés
- Szoftverágensek

A mobil kód technológiát felhasználják kártékony kódok terjesztésére. Ezek letölthetőek és futtathatóak a kliens gépen, e-mail csatolmányokból, valamint Interneten való Web anyagok böngészése közben.

## Fordítás
Ez a szócikk részben vagy egészben  a   Mobile_code című angol Wikipédia-szócikk fordításán alapul.  Az eredeti cikk szerkesztőit annak laptörténete sorolja fel. Ez a jelzés csupán a megfogalmazás eredetét és a szerzői jogokat jelzi, nem szolgál a cikkben szereplő információk forrásmegjelöléseként.